# 水素化ユウロピウム
水素化ユウロピウム(Europium hydride)は、ユウロピウムの最も一般的な水素化物で、化学式はEuH2である。この化合物において、ユウロピウム原子は+2、水素原子は-1の酸化状態を持つ。強磁性の半導体である。

## 合成
水素化ユウロピウムは、ユウロピウムと水素ガスを直接反応させることで合成できる。
Eu + H2 → EuH2

## 利用
Eu2+イオンを含む有機金属化合物を作るためのEu2+源として用いられる。